# Фрегаты типа F110
Фрегаты типа F110, также известные как фрегаты типа «Bonifaz» — серия многоцелевых противолодочных кораблей с боевой информационной системой «Иджис», которые проектируются для ВМС Испании. Проект разрабатывается совместно Министерством обороны Испании и государственной компанией Navantia. Строительство фрегатов должно начаться к 2020 году, а их поставка запланирована на период с 2023 по 2027 год.

## История проекта
Пять фрегатов проекта F110, которые должны были стать увеличенной версией фрегатов типа «Альваро де Базан», планировались в качестве замены фрегатам типа «Санта Мария» ВМС Испании, как это предусмотрено в Плане ALTAMAR (испанская военно-морская белая книга по модернизации испанского флота). Позднее от этой концепции отказались в пользу конструкции в основном с чистого листа.
23 декабря 2011 года министерство обороны Испании заключило с Indra и Navantia контракт на 2 миллиона евро на проектирование интегрированной мачты  а в 2015 году обе компании согласились разработать и интегрировать мачту и будущий комплект средств обнаружения в боевую информационную систему SCOMBA (испанская локализация БИУС «Иджис»).  Обе компании создали консорциум под названием Protec 110 при финансовой поддержке Министерства промышленности, энергетики и туризма (ныне Министерство энергетики, туризма и цифровой повестки дня и Министерство экономики, промышленности и конкурентоспособности).
27 июня 2017 года адмирал Антонио Дуэло Менор заявил, что флот надеется на одобрение проекта к концу 2017 года или не позднее 2018 года.  В сентябре 2018 года министерство обороны Испании объявило о выборе Raytheon RIM-162 ESSM Block 2 в качестве основного средства противовоздушной обороны кораблей. 
Распоряжение о реализации проекта было одобрено Советом министров Испании 29 марта 2019 г. 

## Технические характеристики
Согласно заявлениям фрегат-капитана Карлоса Мартинеса Мерелло, начальника отдела ресурсов и средств массовой информации Генерального штаба ВМФ в 2010 году во время Конференции по текущим и будущим программам военно-морского флота, новый фрегат должен быть адаптирован в текущие сценарии реагирования на обычные и асимметричные угрозы, такие как патрулирование береговой линии или операции против пиратов, для которых не требуется большие корабли.
По данным ВМС Испании, новые фрегаты должны иметь срок эксплуатации 40 лет, иметь жилые помещения для дополнительного персонала, а также быть способными работать с беспилотными летательными аппаратами, воздушными, надводными и подводными. Что касается желаемых характеристик, ВМФ требует поддерживать скорость более 25 узлов. F110 будет иметь многоцелевую зону для гибкой адаптации к различным задачам, 240 дней работы в море и 18 месяцев высокой готовности.

## Проект компании «Навантия»
Navantia работает над проектом, который компания называет F2M2, и уже создала рабочую группу, которая вместе с военно-морскими силами Испании будет определять возможности корабля.
Первая из пяти представленных моделей была тримаранного типа, но от неё отказались из-за шума двигательной установки, что является большим недостатком при выполнении противолодочных задач. Корабль будет почти на 2 метра короче и на 0,6 м уже, чем F100.Он сможет выполнять гуманитарные и боевые операции. Надстройка судна будет интегрирована, и пока не определено, будет ли на ней установлена система «Иджис» с радаром AN/SPY-1 версии D(V) как на испанском фрегате Cristóbal Colón, модель F(V) как на норвежских фрегатах «Фритьоф Нансен» или какого-либо другого типа, хотя компания намеревается установить любой тип продукта, который потребуется будущим клиентам. Несомненно, что будет установлена система SCOMBA.
Для затруднения обнаружения с помощью радара или тепловизора фрегаты будут построены с использованием стелс-технологий, в надстройке не будут устанавливаться мачты или средства обнаружения, на корабле будет одна зона выхода отработанных газов на верхней палубе, а воздухозаборники размещены на одной линии с надстройкой. Зона погрузки должна быть спроектирована ниже вертолётной площадки с установкой спусковой аппарели с правого борта и возможностью использования устройства вывода, аналогичного тому, которое используется датскими кораблями управления и поддержки типа «Абсалон».
Корпус корабля будет из стали, но материал надстройки ещё не определён, хотя, скорее всего, это будет композитный материал, а не алюминий.

## Состав серии
Планируется пять единиц этого типа. 
| Номер | Название           | Заложен | Спущен  | В строю | Статус      |
| ----- | ------------------ | ------- | ------- | ------- | ----------- |
| F111  | Bonifaz            | 2023 г. | 2025 г. | 2026 г. | Планируется |
| F112  | Roger de Lauria    | 2024 г. | 2026 г. | 2028 г. | Планируется |
| F113  | Menéndez de Avilés | 2025 г. | 2027 г. | 2029 г. | Планируется |
| F114  | Luis de Córdova    | 2026 г. | 2028 г. | 2030 г. | Планируется |
| F115  | Barceló            | 2027 г. | 2029 г. | 2031 г. | Планируется |